# 이진룡
이진룡(李鎭龍, 1879년 ~ 1918년)은 한말과 일제 강점기 조선의 독립 운동가로, 황해도 평산(현재의 황해북도 평산군) 출신이다. 호는 기천(己千)이며 일명 석대(錫大)라고 불린다.

## 생애
1905년 을사조약이 체결되자 평산에서 의병장으로 활약했으며 1908년에는 강화도에서 온 지홍기 부대와 연합하여 의병 활동을 벌이기에 이른다. 하지만 악랄한 일본의 무자비한 공격으로 인하여 대한제국(조선)이 일본의 식민지가 되면서 조선에서 의병으로 활동하는 것은 불가능하기에 이르렀고 결국 1911년 10월 지휘권을 한정만에게 넘겨주고 만주로 망명하게 된다.
만주로 망명한 이후 콴뎬 현(현재의 중국 랴오닝성 단둥 시 콴뎬 만족 자치현)에서 포수단을 조직했고 1916년에는 군자금 조달을 위해 평안북도 운산 광산으로 가던 일본의 송금 마차를 공격하기도 했지만 실패하고 만다.

### 최후
1918년 5월 평양에서 사형 집행되었다.

## 사후
- 대한민국 정부는 그의 공훈을 기려 1962년 건국훈장 독립장을 추서하였다.